# 7-Color Mask
7-Color Mask (七色 仮 面, Nana Iro Kamen?) foi uma série japonesa de televisão criada por Kohan Kawauchi (que também criou Moonlight Mask ).
Série em preto e branco, foi o primeiro tokusatsu criado pela Toei Company. Foi transmitido pela NET (atual TV Asahi) de 3 de junho de 1959 a 30 de junho de 1960, com um total de 57 episódios (dividido em sete partes ).

## História
O herói desta série é um jovem detetive chamado Kotaro Ran, que, sem que ninguém (nem sequer os seus amigos) soubesse, é um mestre do disfarce, utilizando sete personalidades diferentes. A maioria de seus disfarces são personagens estranhas, como um mágico e um fumante de charuto indiano, mas o sétimo disfarce de Kotaro era um super-herói com uma arma em punho, com capa dourada, conhecido como 7-Color Mask.

## Curiosidades
- Famoso por ser o primeiro tokusatsu da Toei;
- Esta série foi "refeita" pelo criador Kawauchi em 1972, como Guerreiro do Amor,  Rainbowman , e também é considerado uma das inspirações para o mangaká Go Nagai criar o personagem  Cutey Honey ;
- Foi a estreia do ator Sonny Chiba (que tinha 19 anos na época), que assumiu o papel-título do Susumu Wajima após o episódio 32.